# Zakspeed

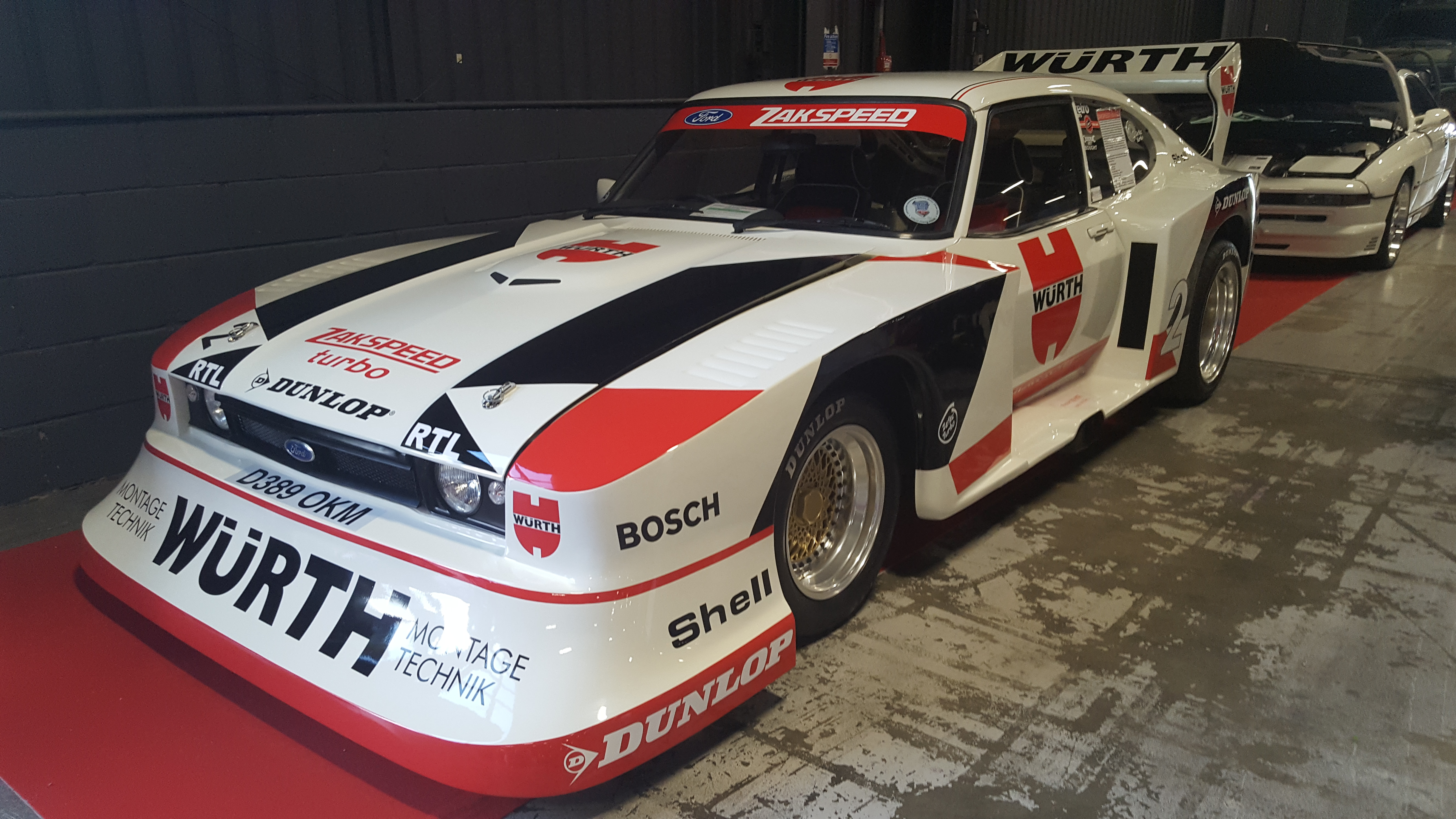
Zakspeed Ford Capri Turbo de 1981.

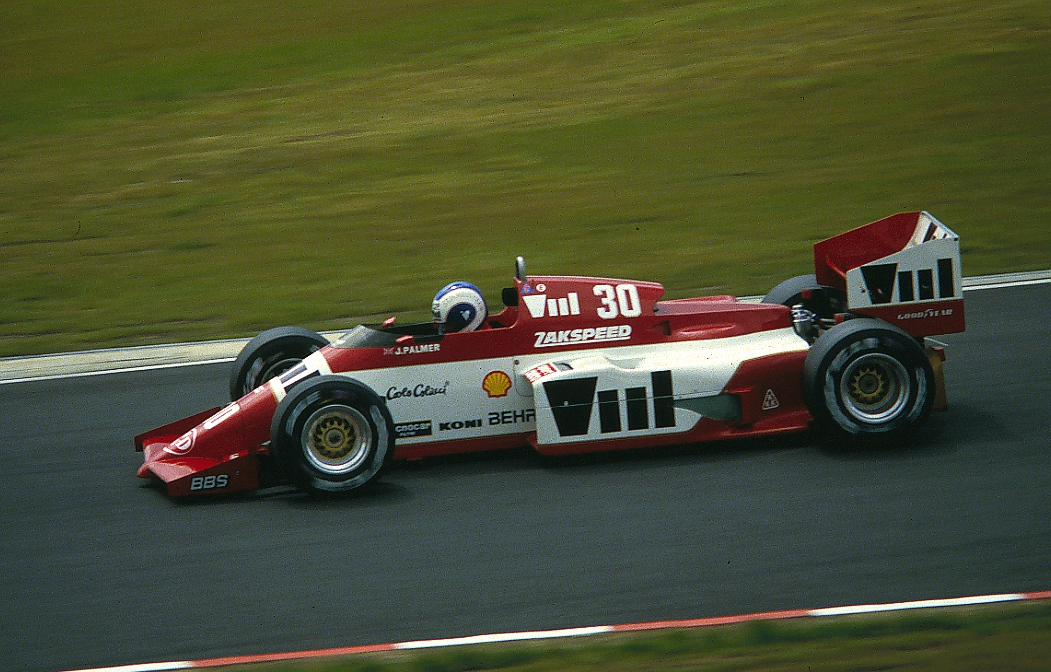
El Zakspeed 841 pilotado por Jonathan Palmer en el Gran Premio de Alemania de 1985.

Zakspeed es un equipo de automovilismo alemán, fundado en 1968 por Erich Zakowski, quien vivía en la ciudad de Niederzissen cerca del circuito de Nürburgring. Este equipo lleva consigo muchos logros, consiguiendo más de 400 victorias y unos 20 campeonatos nacionales e internacionales.
A finales de los años 1970, Zakspeed fue el equipo oficial de Ford en el Deutsche Rennsport Meisterschaft (DRM) predecesor de la actual DTM. Durante este período, su equipo alcanzó unas cuantas victorias incluyendo el campeonato global en 1981, quien conducía era Klaus Ludwig.
A principios de los 1980, Zakspeed preparó un Ford Mustang para las Operaciones Estadounidenses de Ford de Vehículos Especiales para correr en el Campeonato IMSA GT. El chasis de Mustang fue basado sobre el Grupo 5 de Capri.
Participó en Fórmula 1 sin gran éxito entre 1985 y 1989. Su mejor resultado fue un quinto lugar en el Gran Premio de San Marino de 1987 gracias a Martin Brundle, Zakspeed desarrollo su motor turbo 4 cilindros en línea hasta 1988. Cuando los motores turbo fueron prohibidos utilizaron los pocos eficientes motores Yamaha V8 en 1989. El equipo tuvo su peor año donde solo lograron clasificar en dos carreras con Bernd Schneider mientras que el novato Aguri Suzuki nunca logró pasar las preclasificaciones.
Después de su etapa en la F1, Zakspeed volvió a competir en los turismos alemanes y más tarde participaron en la FIA GT en 1998 en un Porsche 911 GT1, además de ganar las ediciones 1999, 2001 y 2002 de las 24 Horas de Nürburgring con Dodge Viper GTS-R.
Zakspeed regresó a los monoplazas en Superleague Fórmula ganando el título con el club Beijing Guoan, con el piloto Davide Rigon en 2008.

## Resultados

### Fórmula 1
(Clave) (negrita indica pole position) (cursiva indica vuelta rápida)

| Año     | Chasis  | Motor              | Neu. | N.º | Pilotos            | 1    | 2    | 3    | 4    | 5    | 6    | 7    | 8    | 9    | 10   | 11   | 12   | 13   | 14   | 15   | 16   | Puntos | Pos. |
| ------- | ------- | ------------------ | ---- | --- | ------------------ | ---- | ---- | ---- | ---- | ---- | ---- | ---- | ---- | ---- | ---- | ---- | ---- | ---- | ---- | ---- | ---- | ------ | ---- |
| 1985    | 841     | 1500/4 1.5 L4 t    | G    |     |                    | BRA  | POR  | SMR  | MON  | CAN  | USE  | FRA  | GBR  | GER  | AUT  | NED  | ITA  | BEL  | EUR  | RSA  | AUS  | 0      | NC   |
| 1985    | 841     | 1500/4 1.5 L4 t    | G    | 30  | Jonathan Palmer    |      | Ret  | Ret  | 11   |      |      | Ret  | Ret  | Ret  | Ret  | Ret  |      |      |      |      |      | 0      | NC   |
| 1985    | 841     | 1500/4 1.5 L4 t    | G    | 30  | Christian Danner   |      |      |      |      |      |      |      |      |      |      |      |      | Ret  | Ret  |      |      | 0      | NC   |
| 1986    | 861     | 1500/4 1.5 L4 t    | G    |     |                    | BRA  | ESP  | SMR  | MON  | BEL  | CAN  | USA  | FRA  | GBR  | GER  | HUN  | AUT  | ITA  | POR  | MEX  | AUS  | 0      | NC   |
| 1986    | 861     | 1500/4 1.5 L4 t    | G    | 14  | Jonathan Palmer    | Ret  | Ret  | Ret  | 12   | 13   | Ret  | 8    | Ret  | 9    | Ret  | 10   | Ret  | Ret  | 12   | 10   | 9    | 0      | NC   |
| 1986    | 861     | 1500/4 1.5 L4 t    | G    | 29  | Huub Rothengatter  |      |      | Ret  | DNQ  | Ret  | 12   | DNS  | Ret  | Ret  | Ret  | Ret  | 8    | Ret  | Ret  | DNS  | Ret  | 0      | NC   |
| 1987    | 861 871 | 1500/4 1.5 L4 t    | G    |     |                    | BRA  | SMR  | BEL  | MON  | USA  | FRA  | GBR  | GER  | HUN  | AUT  | ITA  | POR  | ESP  | MEX  | JPN  | AUS  | 2      | 10.º |
| 1987    | 861 871 | 1500/4 1.5 L4 t    | G    | 9   | Martin Brundle     | Ret  | 5    | Ret  | 7    | Ret  | Ret  | NC   | NC   | Ret  | DSQ  | Ret  | Ret  | 11   | Ret  | Ret  | Ret  | 2      | 10.º |
| 1987    | 861 871 | 1500/4 1.5 L4 t    | G    | 10  | Christian Danner   | 9    | 7    | Ret  | EX   | 8    | Ret  | Ret  | Ret  | Ret  | 9    | 9    | Ret  | Ret  | Ret  | Ret  | 7    | 2      | 10.º |
| 1988    | 881     | 1500/4 1.5 L4 t    | G    |     |                    | BRA  | SMR  | MON  | MEX  | CAN  | USA  | FRA  | GBR  | GER  | HUN  | BEL  | ITA  | POR  | ESP  | JPN  | AUS  | 0      | NC   |
| 1988    | 881     | 1500/4 1.5 L4 t    | G    | 9   | Piercarlo Ghinzani | DNQ  | Ret  | Ret  | 15   | 14   | DNQ  | EX   | DNQ  | 14   | DNQ  | Ret  | Ret  | DNQ  | DNQ  | DNQ  | Ret  | 0      | NC   |
| 1988    | 881     | 1500/4 1.5 L4 t    | G    | 10  | Bernd Schneider    | DNQ  | DNQ  | DNQ  | Ret  | DNQ  | DNQ  | Ret  | DNQ  | 12   | DNQ  | 13   | Ret  | DNQ  | DNQ  | Ret  | DNQ  | 0      | NC   |
| 1989    | 891     | Yamaha OX88 3.5 V8 | P    |     |                    | BRA  | SMR  | MON  | MEX  | USA  | CAN  | FRA  | GBR  | GER  | HUN  | BEL  | ITA  | POR  | ESP  | JPN  | AUS  | 0      | NC   |
| 1989    | 891     | Yamaha OX88 3.5 V8 | P    | 34  | Bernd Schneider    | Ret  | DNPQ | DNPQ | DNPQ | DNPQ | DNPQ | DNPQ | DNPQ | DNPQ | DNPQ | DNPQ | DNPQ | DNPQ | DNPQ | Ret  | DNPQ | 0      | NC   |
| 1989    | 891     | Yamaha OX88 3.5 V8 | P    | 35  | Aguri Suzuki       | DNPQ | DNPQ | DNPQ | DNPQ | DNPQ | DNPQ | DNPQ | DNPQ | DNPQ | DNPQ | DNPQ | DNPQ | DNPQ | DNPQ | DNPQ | DNPQ | 0      | NC   |
| Fuente: |         |                    |      |     |                    |      |      |      |      |      |      |      |      |      |      |      |      |      |      |      |      |        |      |